# Todeswunsch - Sous le soleil de Saturne
"Todeswunsch" - Sous le soleil de Saturne (Español: "Deseo de Muerte" - Bajo el sol de Saturno, usualmente llamado como "Todeswunsch") es el segundo álbum de estudio de la banda Alemana de Darkwave Sopor Aeternus & The Ensemble of Shadows, lanzado en 1995 por Apocalyptic Vision. "Todeswunsch" se destaca en la carrera de la banda por su brusco cambio musical saltando de un sonido genérico del Darkwave a un sonido basado en la música barroca e instrumentación de carácter medieval en vez de sonidos sintetizados, cambio que dividió al público de la banda. Solamente 3.000 CD fueron publicados en su primera edición.
En 1999, "Todeswunsch" fue relanzado al mercado con un ligero cambio en el arte del disco. En 2003 el álbum fue relanzado nuevamente con un trabajo de arte completamente nuevo, incluyendo una nueva carátula radicalmente distinta.
La pintura que aparece en la carátula de la primera edición del disco es la Muerte de la Virgen, de Michelangelo Merisi da Caravaggio.

## Lista de canciones
1. "Flesh Crucifix (Suffering from Objectivity)" – 1:52
2. "Die Bruderschaft des Schmerzes (Die Unbegreiflichkeit des Dunklen Pfades, den die Kinder Saturns gehen)" – 5:49
3. "Shadowsphere I & II (The Monologue-World and the subconscious Symbols)" – 7:37
4. "Saltatio Crudelitatis (Tanz der Grausamkeit, vers.)" – 5:47
5. "Just a Song without a Name" – 0:28
6. "Soror Sui Excidium (Geliebte Schwester Selbstzerstörung)" – 4:35
7. "Le Théâtre de la Blessure sacrée" – 2:58
8. "The Devil's Instrument" – 5:18
9. "Todeswunsch (vers.)" – 5:38
10. "Drama der Geschlechtslosigkeit (part 1)" – 2:05
11. "Freitod-Phantasien" – 3:23
12. "Drama der Geschlechtslosigkeit (part 2)" – 5:10
13. "Saturn-Impressionen" – 2:47
14. "Somnabulist's secret Bardo-Life (Does the Increase of Pain invite the Absence of Time?)" – 4:17
15. "Not dead but dying" – 5:11
16. "Only the Dead in the Mist" – 5:12
17. "This profane Finality" – 4:35
18. "Cage within a Cage... (...within a Cage within a cage...)" – 1:59